# Copernicia yarey
Copernicia yarey är en enhjärtbladig växtart som beskrevs av Karl Ewald Maximilian Burret. Copernicia yarey ingår i släktet Copernicia och familjen Arecaceae.

## Underarter
Arten delas in i följande underarter:
- C. y. robusta
- C. y. yarey